# Stadtbefestigung Marchegg

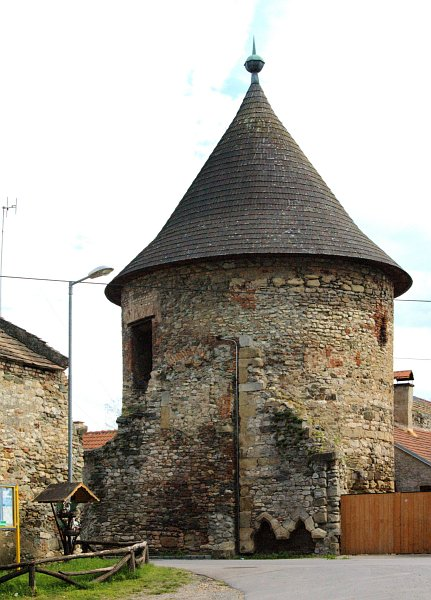
Wienertor

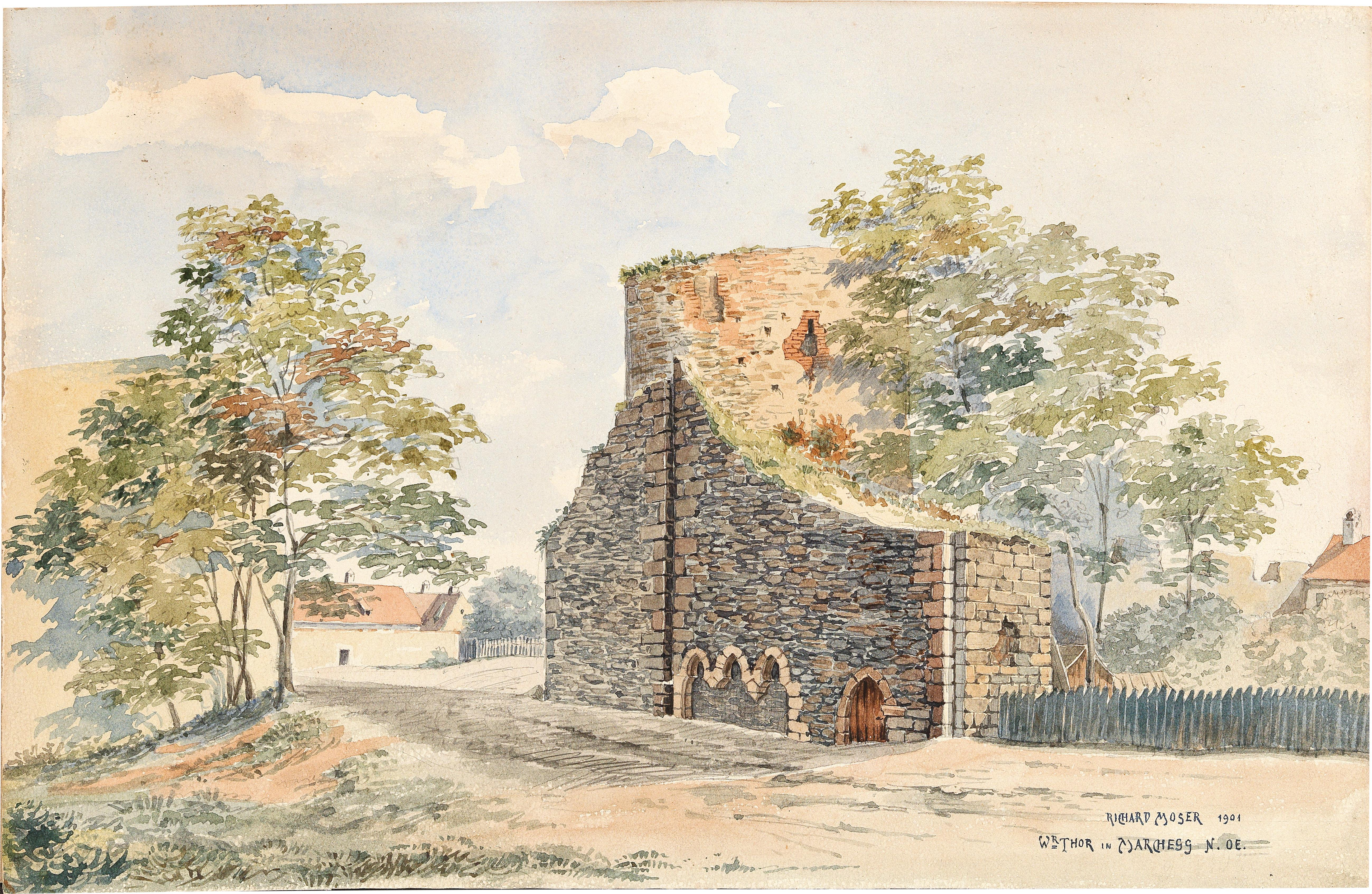
Wienertor im Jahr 1901

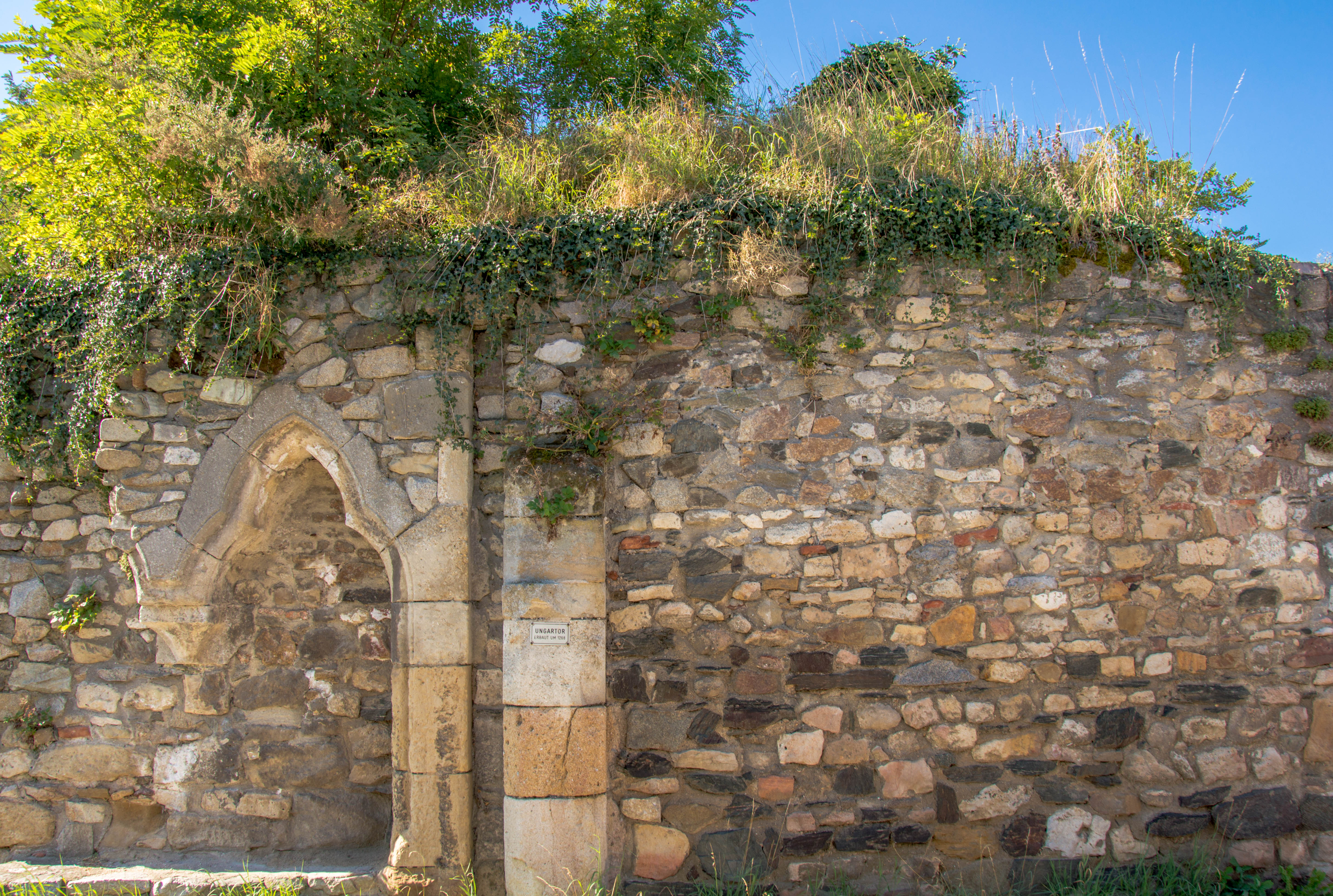
Ungartor

Die Stadtbefestigung Marchegg bestand in der Stadtgemeinde Marchegg im Bezirk Gänserndorf in Niederösterreich. Die erhaltenen Stadtmauern stehen unter Denkmalschutz (Listeneintrag).

## Geschichte
König Ottokar II. Přemysl gründete 1268 die Stadt Marchegg mit einem bewehrten Mauerring und einer Stadtburg. Die Anlage wurde nicht zur Gänze ausgebaut.
1427 war ein Großbrand beim Einfall der Hussiten. 1529 erfolgten schwere Verwüstungen beim Türkenkrieg, weitere Schäden entstanden im Dreißigjährigen Krieg während des Einfalls der Schweden in Niederösterreich, im Zweiten Türkenkrieg und folgend durch die Kuruzen.
Teile der Stadtmauer im Norden und Osten wurden 1935 in den Hochwasserschutzdamm einbezogen.

## Stadtbefestigung
Die Stadtmauern in der Form eines Viereckes hatte drei Tore, das Wienertor im Westen, das Ungartor im Osten, das Hainburgertor im Süden, die Stadtburg stand in der Nordwestecke. Die Stadtmauern sind bis auf die nördliche Mauer in reduzierter Form erhalten, ebenso in Resten die Torbauten von Ungartor und (teilweise rekonstruiert) Wienertor. Das Hainburgertor hingegen wurde 1900 zur Gänze abgetragen.